# Алмазні долота

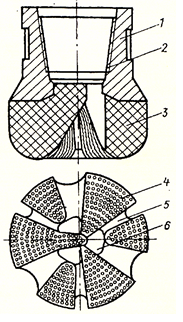
Рис.1. Алмазне долото: 1 — корпус; 2 — приєднувальна різьба; 3 — матриця; 4 — алмазовміщуючі сектори; 5 — промивальні канали; 6 — промивальні отвори

Рис.2. Різновиди алмазних доліт а – одношарове радіально-біконічне; б – ступеневе; в – спіральне; г – імпрегноване

Алмазні долота — різновид бурового долота.

## Історія
У 1961 р. на Прикарпатті було вперше застосовано алмазні долота діаметром 188 мм у свердловині «Орів-21».

## Загальний опис
Алмазні долота призначені для руйнування різанням (мікрорізанням) і стиранням неабразивних порід середньої твердості і твердих. Алмазне долото складається зі сталевого корпуса із з'єднувальною різьбою і фасонної алмазонесучої головки (матриці) (рис.).
Матрицю виготовляють методом пресування і спікання суміші спеціально підібраних порошкоподібних твердих сплавів. Алмази закріплюють у зовнішньому шарі порошкоподібного твердого сплаву алмазонесучої головки.
Алмазні долота виготовляють двох модифікацій:
1) одношарові з розміщенням відносно великих алмазів у поверхневому шарі, що поділяються на: 
- радіальні;
- спіральні;
- ступеневі.

Виділяються також й інші, переважно комбіновані різновиди.
2) імпрегновані, матриця яких виготовлена із ретельно змішаного порошкоподібного твердосплавного матеріалу з подрібненими природними або синтетичними алмазами.
Спіральні алмазні долота мають три промивальні отвори, які переходять в радіально-сферичні спіральні канали, що направляють рідину до периферії долота.
Радіальні алмазні долота мають три промивальні отвори.
Ступеневі алмазні долота мають шість промивальних отворів.
Імпрегновані алмазні долота мають один промивальний отвір, розміщений у центрі долота.
Діаметр алмазних доліт на 2—3 мм менший відповідних діаметрів шарошкових доліт.

## Окремі різновиди

### Полікристалічні алмазні PDC долота
Вперше PDC долота (Polycrystalline diamond compact — полікристалічний алмазний композит) з'явилися в нафтовій промисловості в середині 1970-х років. З тих пір, долота зазнали безліч технологічних змін, що зробило їх надзвичайно ефективним буровим інструментом при бурінні як м'яких незцементованих, так і твердих абразивних порід.
Це долота виготовлені за останньою технологією для буріння свердловин на нафту, газ і воду, або геотермальних свердловин. PDC долота виготовляються з високоякісної сталі або матричного порошку і армуються алмазними полікристалічними різцями. Розмір і кількість різців, залежать від кількості лопатей і діаметра
долота. Ці долота мають високу зносостійкість і дають високі швидкості проходки.
PDC долота руйнують гірські породи шляхом різання. Гідравлічна конструкція PDC доліт забезпечує швидке очищення свердловини від вибуреної породи і охолодження долота, що в сукупності забезпечує високі швидкості буріння, у 2 — 3 рази більші від традиційних шарошкових доліт, а також тривалий ресурс доліт.
На початку ХХІ ст. PDC долота ефективно використовуються у нафтовій промисловості.
Спіральна калібруюча поверхня покращує якість очищення, зменшує крутний момент і нівелює рискання долота. Наявність стабілізуючих елементів знижує вібрацію бурового інструменту, запобігає зламу різців, покращує технологічність управління по
заданому курсу траєкторії стовбура свердловини.
Висока працездатність інструменту і технологічність управління траєкторією стовбура свердловини дозволяють вирішити найважливіше завдання щодо зниження вартості метра проходки і поліпшують експлуатаційні якості інструменту.
Перевагою PDC доліт перед шарошковими є їх зносостійкість. Навіть при деформації такі долота можна ремонтувати і знову запускати в роботу. Механізм руйнування гірської породи зрізанням у 2 рази ефективніший за руйнування стисненням і, відповідно, механічна швидкість проходки (МШП) для PDC доліт вища. Розробка нових форм і профілів лопатей спрямована до поліпшення керованості долотами при похило-скерованому бурінні.

### Полікристалічні алмазні різці (PDC) серії SelectCutte
Завдяки розвитку власної технології виробництва PDC різців вдалося розробити нове покоління термостійких і стійких до абразивного зносу різців серії SelectCutte, які використовуються виключно у бурових долотах класу Premium компанії Halliburton. Забезпечуючи високий рівень стійкості до абразивного зносу, удароміцності і термомеханічної цілісності (Thermal Mechanical Integrit), різці, виконані за технологією SelectCutter найбільш придатні для буріння у найскладніших геологічних розрізах.
Підрозділ Drill Bits and Services компанії Halliburton розробив бурові PDC долота (армовані полікристалічними синтетичними алма-зами) для отримання максимальної ефективності роботи з інтелектуальною роторною керованою системою (РКС) iCruis. Робота роторних керованих систем заснована на унікальних принципах, які потребують спеціальної конструкції доліт для досягнення найвищого рівня ефективності. Щоб долото поєднувалося з роторною керованою системою iCruis, компанія Halliburton виконує моделювання кожного долота GeoTech в програмі Direction by Design (DxD). Для розробки лінійки бурових доліт GTi це аналітичне програмне забезпечення було спеціально адаптоване під роботу з роторними керованими системами iCruise і перевірене численними випробуваннями.

### Долото з обертовими роликами
Останнім часом компанія Halliburton застосувала свою нову тех-нологію Cruzer. Невеликі алмазні обертові ролики на кінці долота, які можна замінити або відремонтувати, знизили коефіцієнт тертя. Система має опір до абразивного зношування, ударного навантаження, тепломеханічної дії і зберігає контроль за глибиною різання при 
бурінні.
Обертові ролики забезпечують більш стабільне керування під час направленого буріння. Невеликий розмір роликів дозволяє вклю-чати їх в нові або вже існуючі конструкції.
Більш низький рівень тертя знижує тепло, що виділяється, під-вищує ефективність буріння і надійність долота. При бурінні долото заглиблюється в пласт із постійною швидкістю без відводу теплової енергії від породоруйнуючого елемента.